# Trindade (Beja)
Pour les articles homonymes, voir Trindade.
Trindade est une ancienne paroisse civile portugaise (en portugais : freguesia) de la municipalité de Beja dans le district du même nom en Alentejo.
La loi no 11-A/2013 du 28 janvier 2013, portant réorganisation administrative du territoire des freguesias, fusionne Trindade avec la paroisse voisine d'Albernoa pour former l’União das freguesias de Albernoa e Trindade (dont le siège est à Albernoa).